# Domburg-Binnen
Domburg-Binnen is een voormalige gemeente in de Nederlandse provincie Zeeland. De gemeente heeft tot 1816 bestaan, waarna het samen werd gevoegd met de gemeente Domburg-Buiten. Tot in de volkstellingen van 1840 werd er nog onderscheid gemaakt tussen Domburg-Binnen en Domburg-Buiten. De gemeente bestond uit de smalstad Domburg met enkele duinenrijen. De stad Domburg stond in de Middeleeuwen gedeeltelijk onder toezicht van de graven van Holland. De oude afzonderlijke ambacht Domburg-Buiten viel daar volledig buiten en was zelfstandig. De stad en ambacht werden later gemeentes.

## Parochiegemeenten
Domburg-Binnen en Domburg-Buiten dienen niet verward te worden met Oost-Domburg en West-Domburg. Dit waren parochiegemeentes. Beiden hadden ze een eigen kerk. Oost-Domburg omvatte de stad Domburg binnen de stadsmuren. West-Domburg omvatte de bebouwing buiten de stadswallen. De kerk van Oost-Domburg (dus binnen de stadsmuren) bestaat niet meer.